# Herpetogramma obscurior
Herpetogramma obscurior is een vlinder uit de familie van de grasmotten (Crambidae), uit de onderfamilie van de Spilomelinae. De wetenschappelijke naam van deze soort is voor het eerst gepubliceerd in 1963 door Eugene Gordon Munroe.
De soort komt voor in Peru.